# 西汉姆联足球俱乐部
西漢姆足球會（英語：West Ham United Football Club），是一家英格蘭職業足球俱樂部，成立于1895年，位于東倫敦紐漢區。初時名為「泰晤士鐵廠」（Thames Ironworks FC），於1900年才更改今名。球队主场是伦敦奥林匹克体育场。球隊在1919年加入英格蘭足球聯賽，曾獲得三屆英格蘭足總盃冠軍。欧战方面，曾於1965年贏得歐洲優勝者杯，1999年獲得過托托杯，以及2023年获得欧洲协会联赛冠军。
西漢姆在上世紀七十至九十年代初浮沉於當時的頂級聯賽英甲及次級聯賽之間，被喻為「升降機」，1993年韋斯咸升上英超後，在英超角逐了十個球季，但在2003年雖然在聯賽取得42分，仍只排行第十八名，要降落英冠作賽，當屆西漢姆也成為自1995年英超聯參賽隊伍減至二十隊以來，歷屆英超降班球隊中得分最高的一隊。西漢姆在英冠角逐了兩屆，2005年透過贏取英冠升班附加賽重返英超，並在返回英超首個球季便取得足總盃亞軍。至2011年，西漢姆再次降落英冠，但在次年再次透過贏取英冠升班附加賽重返英超。

## 大事紀年

西汉姆联赛排名图(1919-2016)

| 年 份   | 事 項 |
| ------- | --- |
| 1898-99 | 前身泰晤士鐵廠加入南部乙組聯賽（倫敦分區），主場11戰11勝獲冠軍。乙組盟主附加賽3-1擊敗考斯獲南部乙組聯賽總冠軍。鄰選賽1-1打和謝佩聯，升級甲組 |
| 1899-00 | 甲組聯賽排第十四位，鄰選賽5-1擊敗保留甲組席位                                                                                                |
| 1900    | 由泰晤士鐵廠更名 |
| 1901-02 | 同時加入西部聯賽 |
| 1906-07 | 西部聯賽甲B組冠軍，附加賽1-0擊敗甲A組冠軍成為西部聯賽總冠軍                                                                                  |
| 1919-20 | 獲選加入足球聯盟乙組聯賽 |
| 1922-23 | 以得失球率壓倒莱斯特城獲乙組聯賽亞軍，升級甲組。決賽0-2負於，足總杯亞軍                                                                      |
| 1932    | 甲組聯賽排第廿二位，降級乙組 |
| 1932-33 | 足總杯晉身四強 |
| 1934-35 | 乙組因得失球率較差排第三位，錯失升級機會 |
| 1957-58 | 乙組聯賽冠軍，升級甲組 |
| 1963-64 | 聯賽杯晉身四強。決賽3-2擊敗普雷斯頓，足總杯冠軍                                                                                              |
| 1964-65 | 決賽2-0擊敗1860慕尼黑，冠軍 |
| 1965-66 | 決賽兩回合累計3-5負於西布朗，聯賽杯亞軍。欧洲优胜者杯晉身四強                                                                                |
| 1966-67 | 聯賽杯晉身四強。 |
| 1971-72 | 聯賽杯晉身四強。 |
| 1974-75 | 決賽2-0擊敗富咸，足總杯冠軍（第二次） |
| 1975-76 | 決賽2-4負於，亞軍 |
| 1978    | 甲組聯賽排第廿位，降級乙組 |
| 1979-80 | 決賽1-0擊敗，足總杯冠軍（第三次） |
| 1980-81 | 乙組聯賽冠軍，升級甲組。決賽1-1，重賽1-2負於利物浦，聯賽杯亞軍。晉身八強                                                                     |
| 1987    | 甲組聯賽僅以得失球差排第十六位，幸保甲組席位                                                                                                 |
| 1988-89 | 甲組聯賽排第十九位，降級乙組。聯賽杯晉身四強                                                                                                 |
| 1989-90 | 聯賽杯晉身四強 |
| 1990-91 | 乙組聯賽亞軍，升級甲組。足總杯晉身四強 |
| 1992    | 甲組聯賽排廿二位，降級剛因英超成立而改名的甲組〈II〉                                                                                         |
| 1992-93 | 甲組〈II〉聯賽亞軍，自動升級超聯 |
| 2003    | 英超排第十八位，降級甲組〈II〉 |
| 2003-04 | 甲組〈II〉聯賽排第四位，附加賽準決賽兩回合累計2-1擊敗，千禧球場決賽0-1負於水晶宮                                                             |
| 2004-05 | 甲組〈II〉改組為“英冠聯賽”。英冠聯賽排第六位，附加賽準決賽兩回合累計4-2擊敗，千禧球場決賽1-0擊敗普雷斯頓，升級英超                           |
| 2005-06 | 決賽加時3-3，十二碼1-3負於利物浦，足總盃亞軍                                                                                                 |
| 2010-11 | 英超排第廿位，降班英冠 |
| 2011-12 | 英冠聯賽排第三位，附加賽準決賽兩回合累計5-0擊敗卡迪夫城，溫布萊決賽2-1擊敗黑池，升班英超                                                     |
| 2013-14 | 聯賽杯晉身四強。 |
| 2021-22 | 歐霸盃晉身四強。 |
| 2022-23 | 歐協聯冠軍。 |

## 近況

### 盃賽成績
| 圈數     | 日期           | 主／客   | 對賽球隊   | 紀錄     |
| 聯 賽 盃 | 聯 賽 盃       | 聯 賽 盃 | 聯 賽 盃   | 聯 賽 盃 |
| -------- | -------------- | -------- | ---------- | -------- |
| 第三圈   | 2023年9月27日  | 客       | 林肯城     | 勝1－0   |
| 第四圈   | 2023年11月1日  | 主       | 阿仙奴     | 勝3－1   |
| 半準決賽 | 2023年12月20日 | 客       | 利物浦     |          |
| 足 總 盃 |                |          |            |          |
| 第三圈   | 2024年1月7日   | 主       | 布里斯托城 |          |

## 主場球場

### 伦敦奥林匹克体育场

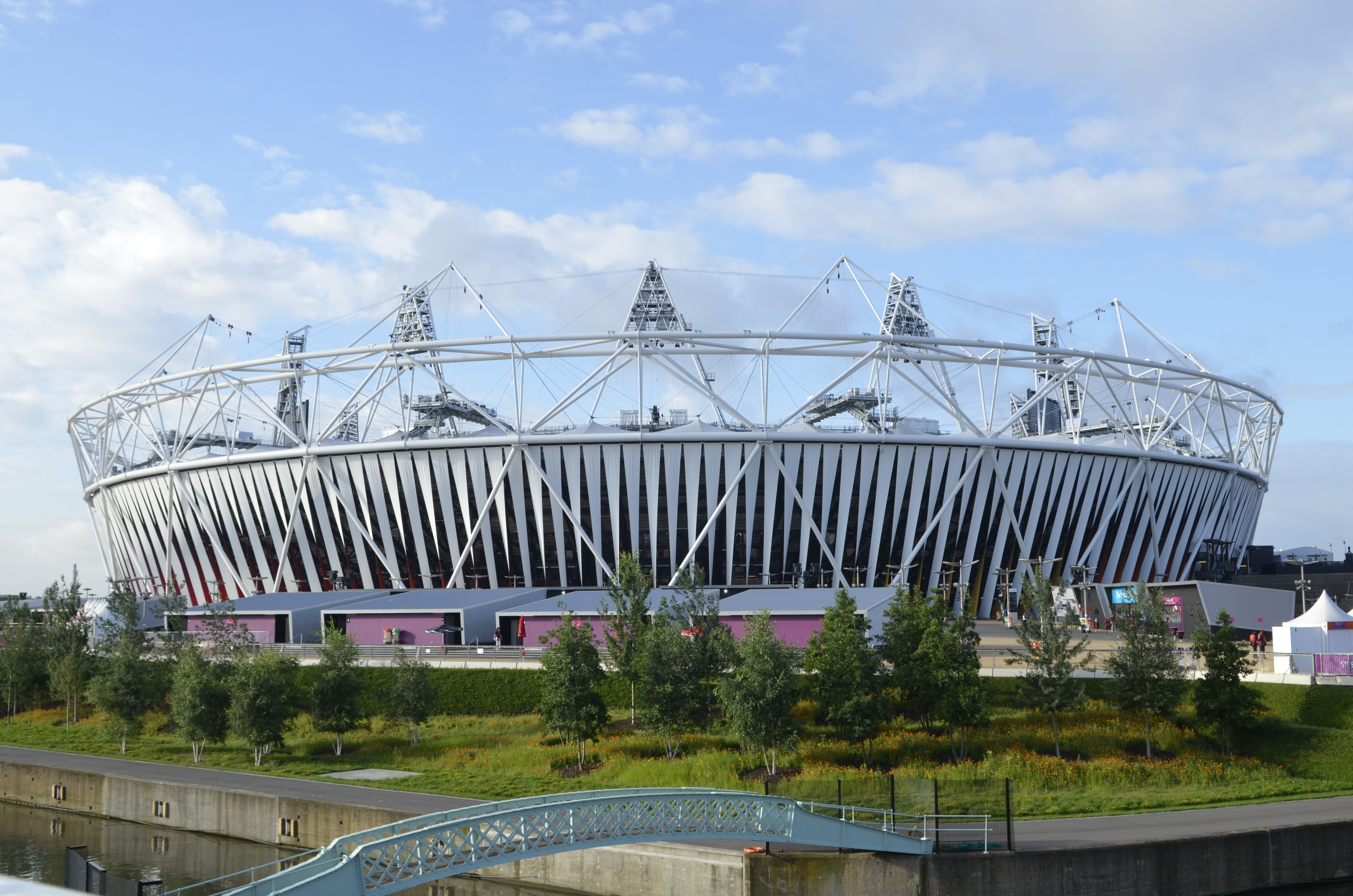
2012年的伦奧体育场

位于伊丽莎白女王奥运园的体育场（英語：The Stadium）是一座位於英國倫敦斯特拉特福地区的体育场 ，通称“奥林匹克体育场”（英語：Olympic Stadium），中文俗称「伦敦碗」。奥林匹克体育场是2012年夏季奥林匹克运动会的主場館。在奥运期间，它曾設置大约80,000个座位。該体育场的规划开始于2007年夏天，并于2008年5月22日正式开工建造，最后於2011年3月29日完工，於2012年4月收工。
倫奧結束後體育場的新佔用人透過投標決定，於2010年11月12日宣佈挑選出兩份標書，分別是由伙拍安舒茨娱乐集团（Anschutz Entertainment Group，簡稱AEG），將維持原有80,000人的容量；而第二份標書由韋斯咸伙拍紐漢市議會（Newham Council），則會將容量減到60,000人。2011年2月11日｢奧林匹克公司承傳公司｣（Olympic Park Legacy Company，簡稱OPLC） 宣佈一致接納韋斯咸和紐漢市議會的標書於2012年倫奧後接手體育場，同年3月3日，韋斯咸搬遷到體育場的建議獲得英國政府和倫敦市長鲍里斯·约翰逊（Boris Johnson）首肯批准。熱刺與英甲球隊隨即申請司法覆核要求推翻決議，但於2011年6月被拒絕。
2011年10月11日，由於關注事件發展到觸及｢歐盟競爭法｣（European Union competition law）和没完没了的法律訴訟，最終將體育場賣給韋斯咸的交易拉倒，以99年長期租約形式重新招標，韋斯咸隨即宣佈計畫成為體育場的新租戶。2012年12月韋斯咸再次中標成為體育場租客，但協調社區和體育用途，以至舉辦音樂會和活動等則交由另一營運機構負責。2013年3月22日，韋斯咸正式簽署99年租約，並計畫於2016/17年球季將主場搬遷到體育場，球會於3月宣佈兩邊球門後方的看台將會一如烏普頓公園以名宿和命名。2016年8月4日，新主场正式启用。

### 烏普頓公園球場

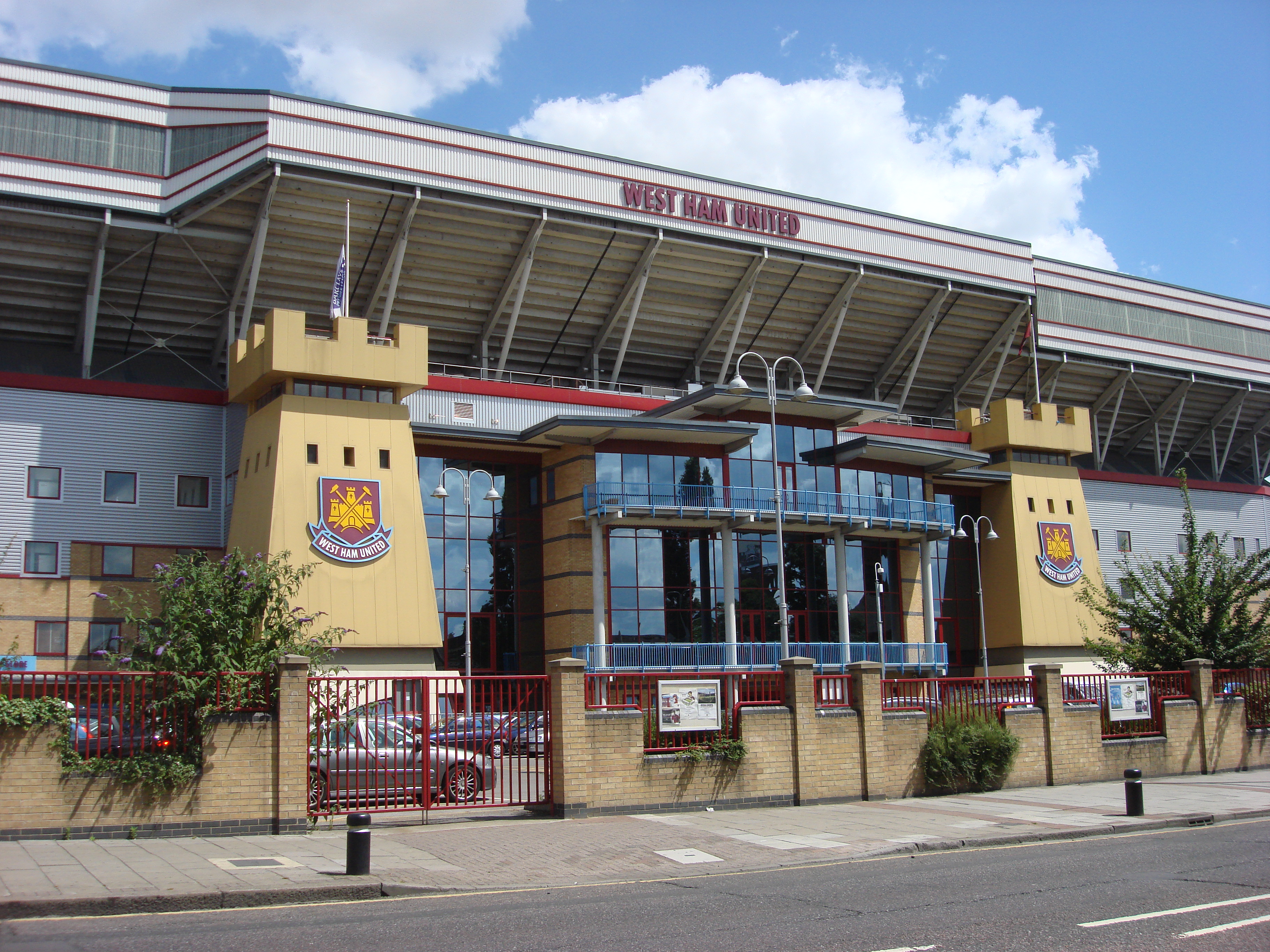
烏普頓公園著名的雙塔

韋斯咸的主場官式名稱為博林球場（Boleyn Ground），球隊在1904年遷入現址，當地的一所學校相傳為安妮·博林（Anne Boleyn）的故居，故將球場命名為博林球場。但現時一般人以球場所在地烏普頓公園（Upton Park）作為球場的名稱。
球場現時可容納35,647觀眾，為全座席球場，1990年代球場曾進行大規模改建：
- 1993年：南看台改建為兩層9,000座位及行政包廂的新看台，以命名為｢波比·摩亞看台｣（Bobby Moore Stand）。
- 1995年：北看台改建為兩層6,000座位的新看台，命名為「百年看台」（Centenary Stand），2009年后为了表彰对球队的突出贡献，改名为「杜利華‧布祿瓊爵士看台」（Sir Trevor Brooking Stand）。東面下層看台亦改為全座席。
- 2001年；西看台改建為兩層15,000座位及行政包廂的新看台，以贊助商「馬汀大夫」（Dr. Martens）命名。2011年球會宣佈與外匯交易商｢艾福瑞｣（Alpari） 簽署三年贊助協議，看台更名｢艾福瑞看台｣ （The Alpari Stand）[17]。隨著｢艾福瑞｣於2015年无力偿付，球會與網上博彩公司｢betway｣簽訂三年半價值2,000萬英鎊球衣廣告贊助合約[18]，看台再更名為｢betway看台｣。

計劃重建東看台使四週圍成一圈，容量將提升至40,500人，但因球隊在2003年降級英冠聯而延期，在球隊透過附加賽回升英超，隨即向紐漢地區議會再申請重建計劃，重建時間表相當依賴韋斯咸是否能穩定英超的席位。當確定能留在英超一陣子後，進行清拆並搬到當前奧運體育場。

## 韋斯咸博物館
耗資400萬英鎊的韋斯咸博物館於2002年開幕，週一至週六向公眾開放。展品包括三位韋斯咸66年世界盃英雄：、波比·摩亞及馬田·彼得斯的冠軍獎章。

## 榮譽
| 榮譽                      | 次數        | 年度                   |
| 聯 賽 比 賽               | 聯 賽 比 賽 | 聯 賽 比 賽            |
| ------------------------- | ----------- | ---------------------- |
| 乙組〈II〉聯賽 冠軍       | 2           | 1958年、1981年         |
| 冠軍〈II〉聯賽附加賽 冠軍 | 2           | 2005年、2012年         |
| 盃 賽 比 賽               |             |                        |
| 英格蘭足總盃 冠軍         | 3           | 1964年、1975年、1980年 |
| 英格蘭慈善盾 冠軍         | 1           | 1964年                 |
| 英格蘭足總青年盃 冠軍     | 3           | 1963年、1981年、1999年 |
| 歐 洲 盃 賽               |             |                        |
| 冠軍                      | 1           | 1965年                 |
| 歐洲足協圖圖盃 冠軍       | 1           | 1999年                 |
| 歐洲協會聯賽 冠軍         | 1           | 2023年                 |

## 球员名單（2025/26）
1. 粗體字為新加盟球員（青年隊提升不計）。
2. 2025年夏季轉會窗（英语：List of English football transfers summer 2025）：6月1日至10日，6月16日至9月1日。

### 目前效力
| 號碼  | 國籍           | 球員                             | 位置     | 年齡  | 加盟年份 | 前屬球會         | 轉會費    |
| 門 將 | 門 將          | 門 將                            | 門 將    | 門 將 | 門 將    | 門 將            | 門 將     |
| ----- | -------------- | -------------------------------- | -------- | ----- | -------- | ---------------- | --------- |
| 1     | 丹麦           | （Mads Hermansen）               | 門將     | 25    | 2025     | 莱斯特城         | 1,800萬鎊 |
| 21    | 英格兰         | （Wes Foderingham）              | 門將     | 34    | 2024     | 谢菲尔德联       | 自由轉會  |
| 23    | 法國           | （Alphonse Areola）              | 門將     | 32    | 2022     | 巴黎聖日耳門     | 1,080萬鎊 |
| 後 衛 |                |                                  |          |       |          |                  |           |
| 2     | 英格兰         | （Kyle Walker-Peters）           | 右閘     | 28    | 2025     | 南安普顿         | 自由轉會  |
| 3     | 英格兰         | （Maximilian Kilman）            | 中堅     | 28    | 2024     | 狼队             | 4,000萬鎊 |
| 5     | 摩洛哥         | （Nayef Aguerd）                 | 中堅     | 29    | 2022     | 雷恩             | 3,000萬鎊 |
| 12    | 塞内加尔       | （El Hadji Malick Diouf）        | 左閘     | 20    | 2025     | 布拉格斯拉維亞   | 1,900萬鎊 |
| 15    | 希腊           | （Konstantinos Mavropanos）      | 中堅     | 27    | 2023     | 斯图加特         | 1,700萬鎊 |
| 25    | 法國           | （Jean-Clair Todibo）            | 中堅     | 25    | 2024     | 尼斯             | 3,400萬鎊 |
| 29    | 刚果民主共和国 | （Aaron Wan-Bissaka）            | 右閘     | 27    | 2024     | 曼聯             | 1,500萬鎊 |
| 30    | 英格兰         | （Oliver Scarles）               | 左閘     | 19    | 2022     | 青年隊           | --        |
| 33    | 義大利         | （Emerson Palmieri）             | 左閘     | 31    | 2022     | 切尔西           | 1,380萬鎊 |
| 中 場 |                |                                  |          |       |          |                  |           |
| 4     | 墨西哥         | （Edson Álvarez）                | 防守中場 | 27    | 2023     | 阿贾克斯         | 3,280萬鎊 |
| 8     | 英格兰         | （James Ward-Prowse）            | 正中場   | 30    | 2023     | 南安普顿         | 3,000萬鎊 |
| 10    | 巴西           | （Lucas Paquetá）                | 進攻中場 | 27    | 2022     | 里昂             | 3,866萬鎊 |
| 17    | 巴西           | （Luis Guilherme）               | 右翼     | 19    | 2024     | 彭美拉斯         | 2,000萬鎊 |
| 24    | 阿根廷         | （Guido Rodríguez）              | 防守中場 | 31    | 2024     | 皇家贝蒂斯       | 自由轉會  |
| 28    | 捷克           | （Tomáš Souček）                 | 防守中場 | 30    | 2020     | 布拉格斯拉維亞   | 1,600萬鎊 |
| 39    | 蘇格蘭         | 安迪·歐文（Andy Irving）         | 正中場   | 25    | 2023     | SK奥地利克拉根福 | 150萬鎊   |
| 32    | 英格兰         | （Freddie Potts）                | 中場     | 21    | 2021     | 青年隊           | 不適用    |
| 40    | 英格兰         | （George Earthy）                | 中場     | 20    | 2024     | 青年隊           | 不適用    |
| 前 鋒 |                |                                  |          |       |          |                  |           |
| 7     | 荷兰           | （Crysencio Summerville）        | 左翼     | 23    | 2024     | 列斯聯           | 2,500萬鎊 |
| 9     | 英格兰         | （Callum Wilson）                | 中鋒     | 33    | 2025     | 紐卡素           | 自由轉會  |
| 11    | 德国           | （Niclas Füllkrug）              | 中鋒     | 32    | 2024     | 多特蒙德         | 2,310萬鎊 |
| 20    | 英格兰         | （Jarrod Bowen）                 | 右翼     | 28    | 2020     | 侯城             | 2,200萬鎊 |
| 22    | 科特迪瓦       | （Maxwel Cornet）                | 左翼     | 28    | 2022     | 伯恩利           | 1,863萬鎊 |
| 50    | 北爱尔兰       | 卡勒姆·馬歇爾（Callum Marshall） | 中鋒     | 20    | 2023     | 青年隊           | 不適用    |

1. ↑  租借一季(21/22)後買斷，租借費170萬鎊
2. ↑  另浮動條款待查
3. ↑  另浮動條款430萬鎊
4. ↑  租借一季(24/25)後買斷
5. ↑  另浮動條款250萬鎊
6. ↑  租借下半季(19/20)後買斷，租借費400萬鎊
7. ↑  另浮動條款200萬鎊

### 外借球員
| 號碼             | 國籍             | 球員                      | 位置             | 年齡             | 加盟年份         | 外借球會         | 外借球季         |
| 2025年夏季轉會窗 | 2025年夏季轉會窗 | 2025年夏季轉會窗          | 2025年夏季轉會窗 | 2025年夏季轉會窗 | 2025年夏季轉會窗 | 2025年夏季轉會窗 | 2025年夏季轉會窗 |
| ---------------- | ---------------- | ------------------------- | ---------------- | ---------------- | ---------------- | ---------------- | ---------------- |
| 42               | 英格兰           | 凯兰·凯西（Kaelan Casey） | 后卫             | 20               | 2022             | 史雲斯城         | 25/26球季        |

### 離隊球員
1. 『*』為先租出一季或半季後售出。

| 號碼             | 國籍             | 球員                 | 位置             | 年齡             | 加盟年份         | 加盟球會         | 轉會費           |
| 2025年夏季轉會窗 | 2025年夏季轉會窗 | 2025年夏季轉會窗     | 2025年夏季轉會窗 | 2025年夏季轉會窗 | 2025年夏季轉會窗 | 2025年夏季轉會窗 | 2025年夏季轉會窗 |
| ---------------- | ---------------- | -------------------- | ---------------- | ---------------- | ---------------- | ---------------- | ---------------- |
| 1                | 波兰             | （Łukasz Fabiański） | 門將             | 40               | 2018             | 自由球員         | 自由轉會         |
| 3                | 英格兰           | （Aaron Cresswell）  | 左閘             | 35               | 2014             | 斯托克城         | 自由轉會         |
| 4                | 法國             | （Kurt Zouma）       | 中堅             | 30               | 2021             | 自由球員         | 自由轉會         |
| 4                | 西班牙           | （Carlos Soler）     | 正中場           | 28               | 2024             | 巴黎圣日耳曼     | 租借歸還         |
| 5                | 捷克             | （Vladimír Coufal）  | 右閘             | 32               | 2020             | 賀芬咸           | 自由轉會         |
| 9                | 牙买加           | （Michail Antonio）  | 中鋒             | 35               | 2015             | 自由球員         | 自由轉會         |
| 14               | 加纳             | （Mohammed Kudus）   | 進攻中場／右翼   | 25               | 2023             | 托特纳姆热刺     | 5,500萬鎊        |
| 18               | 英格兰           | （Danny Ings）       | 中鋒             | 33               | 2023             | 自由球員         | 自由轉會         |
| 34               | 爱尔兰           | （Evan Ferguson）    | 中鋒             | 20               | 2025             | 布莱顿           | 租借歸還         |

## 著名球员
1966年世界杯冠軍成員：
- （Geoff Hurst）
- （Bobby Moore）
- （Martin Peters）

其他：
- （Dean Ashton）
- （Valon Behrami）
- （Craig Bellamy）
- （Slaven Bilić）
- （Luis Boa Morte）
- （Billy Bonds）
- （Lee Bowyer）
- （Trevor Brooking）
- （Michael Carrick）
- （Joe Cole）
- （Tony Cottee）
- （Paolo Di Canio）
- （Christian Dailly）
- （Jermain Defoe）
- （Kieron Dyer）
- （Matthew Etherington）
- （Anton Ferdinand）
- （Rio Ferdinand）
- （Guillermo Franco）
- （Thomas Hitzlsperger）
- （Paul Ince）
- （David James）
- （Glen Johnson）
- （Frank Lampard Jr.）
- （Fredrik Ljungberg）
- （Lucas Neill）
- （Scott Parker）
- （Teddy Sheringham）
- （Nolberto Solano）
- （Jonathan Spector）
- （Carlos Tévez）
- （Diego Tristán）
- （Matthew Upson）
- （Dimitri Payet）
- （Declan Rice）

## 夢幻陣容
在2003年出版的《官方韋斯咸夢之隊》（The Official West Ham United Dream Team），由500名球迷選出由近代球員組成的陣容如下：

| 1  | 英格兰 | 门将 | （Phil Parkes）〈1979-90〉           |
| 2  | 蘇格蘭 | 后卫 | （Ray Stewart）〈1979-91〉           |
| 3  | 英格兰 | 后卫 | （Julian Dicks）〈1988-93、1994-99〉 |
| 4  | 英格兰 | 中场 | （Billy Bonds）〈1967-88〉           |
| 5  | 英格兰 | 后卫 | （Alvin Martin）〈1977-96〉          |
| 6  | 英格兰 | 后卫 | （Bobby Moore）〈1958-74〉           |
| 7  | 英格兰 | 中场 | （Martin Peters）〈1959-70〉         |
| 8  | 英格兰 | 中场 | （Trevor Brooking）〈1967-84〉       |
| 9  | 英格兰 | 前锋 | （Geoff Hurst）〈1959-72〉           |
| 10 | 義大利 | 前锋 | （Paolo Di Canio）〈1999-03〉        |
| 11 | 英格兰 | 中场 | （Alan Devonshire）〈1976-90〉       |

|  |